# Schönfeld (sächsisches Adelsgeschlecht)

Stammwappen derer von Schönfeldt

Schönfeld oder Schönfeldt ist der Name eines Adelsgeschlechts, das aus dem sächsisch-meißnischen Uradel stammt. Es saß auf dem namensgebenden Schloss Schönfeld bei Schönfeld (Sachsen). Die erste Erwähnung des Adelssitzes und des Geschlechts Schönfeld erfolgte im Jahre 1216. Zweige dieser Familie bestehen bis heute in Deutschland, Österreich und in den Niederlanden. Sie stehen in keinem genealogischen Zusammenhang mit dem böhmischen Adelsgeschlecht Schönfeld.

## Geschichte

### Ursprung
Der Legende nach wurde die Familie bereits im Jahre 955 n. Chr. bei der Schlacht auf dem Lechfeld von König Otto I. nobilitiert.
Die erste Erwähnung des Adelssitzes und des Geschlechts Schönfeld erfolgte am 21. Januar 1216. Tammo de Sconevelt ist dort Zeuge bei der Übertragung des Landgutes Zedele (Zadel) mit allen Hufen im Dorfe und der Kirche des heiligen Andreas an das Kloster Zelle der heiligen Maria (Kloster Altzella bei Nossen) durch den Markgrafen Dietrich. Ein dominus Johannes de Sconeveld erscheint 1240 in Nuendorf (Naundorf bei Meißen). Die Stammreihe beginnt 1312 mit dem Ritter Siegfried von Schonvelt.
Johann Theobald von Schönfeld war 1645 Mitglied der Fruchtbringenden Gesellschaft unter der Bezeichnung „Der Beruhigende“.

### Linien und Besitzungen
Auf ihrem Stammsitz Schönfeld saßen die von Schönfeldt bzw. Schönfeld bis 1421.
Die fünf Linien der Familie nannten sich nach Wachau (von 1378 bis 1770 im Besitz der Familie), Löbnitz (vor 1387 bis 1820/1945), Werben (1464 bis 1945, zuletzt geschrieben Schönfeldt), Zahna und Gulben. Außerdem besaß die Familie zahlreiche Güter in der Mark Meißen, in der Provinz Sachsen und in der Lausitz, darunter Alsleben, Belgershain, Döben, Döbern mit der Wüstung Schönfeld (1508 Hälfte verkauft), Ermsleben, Falkenhain, Großkochberg, Kleinwölkau (1533–1659), Löbnitz mit Roitzschjora und den dazugehörigen Vorwerken Seelhausen und Scholitz, Sausedlitz (16. Jh.), Tornitz (1710–1764), Zahna und Ginselberg.
Es gab auch eine schlesische Linie derer von Schönfeld. Dazu gehörten
- Georg August von Schönfeld (1722–1793)
- Nikolaus Heinrich von Schönfeld (1733–1795)
- Friedrich Wilhelm von Schönfeld (1730–1805)

Eine Linie der Familie wandte sich 1625 nach Schweden, erlosch aber dort 1784.
Nach der Erhebung in den Reichsgrafenstand existierte die gräfliche Linie (in Wachau) nur für zwei Generationen bis zu ihrem Erlöschen 1770. Zwei weitere, noch existierende Linien (Löbnitz und Zahna) erhielten 1788 den Reichsgrafenstand und bestehen bis heute.

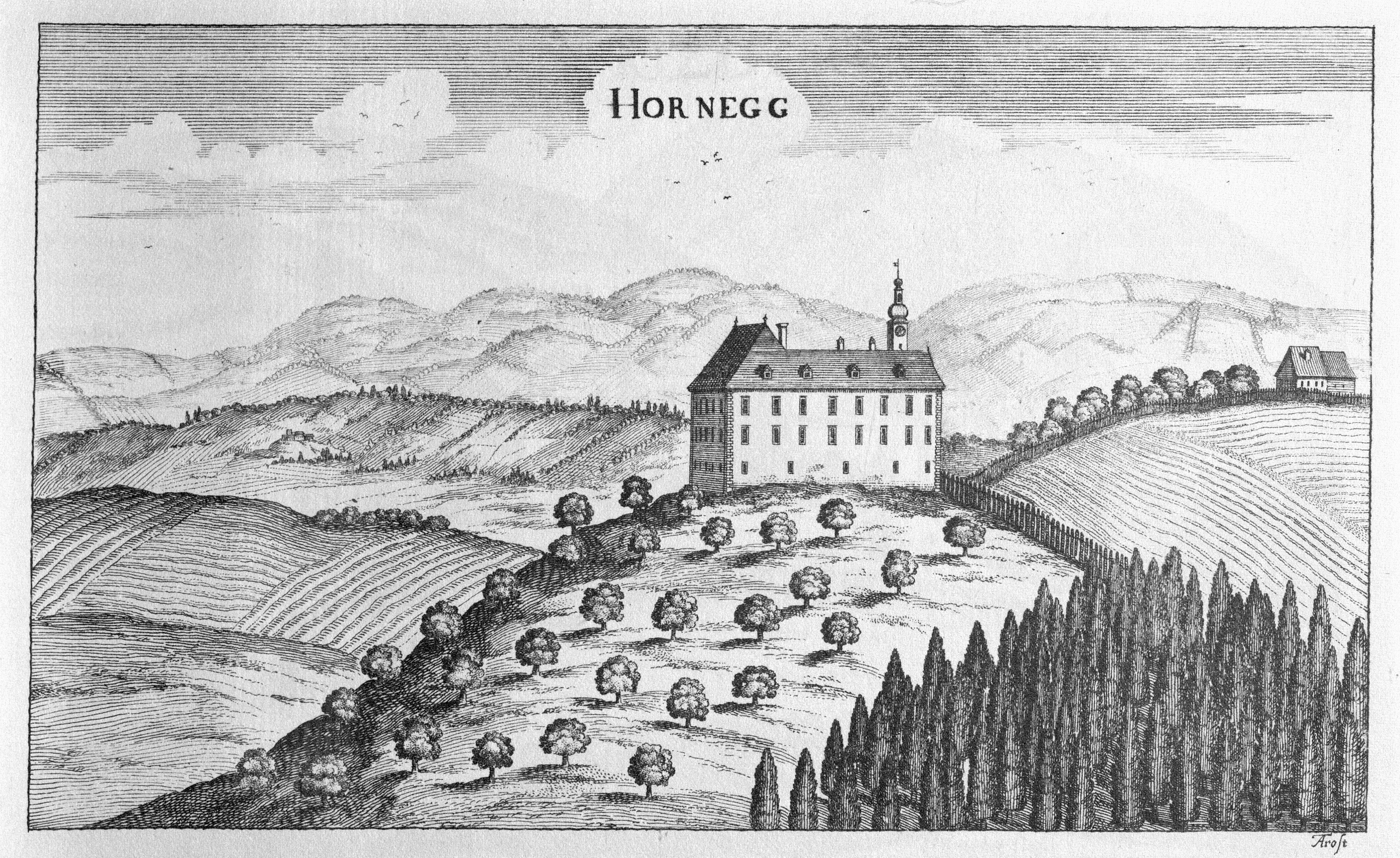
Schloss Hornegg

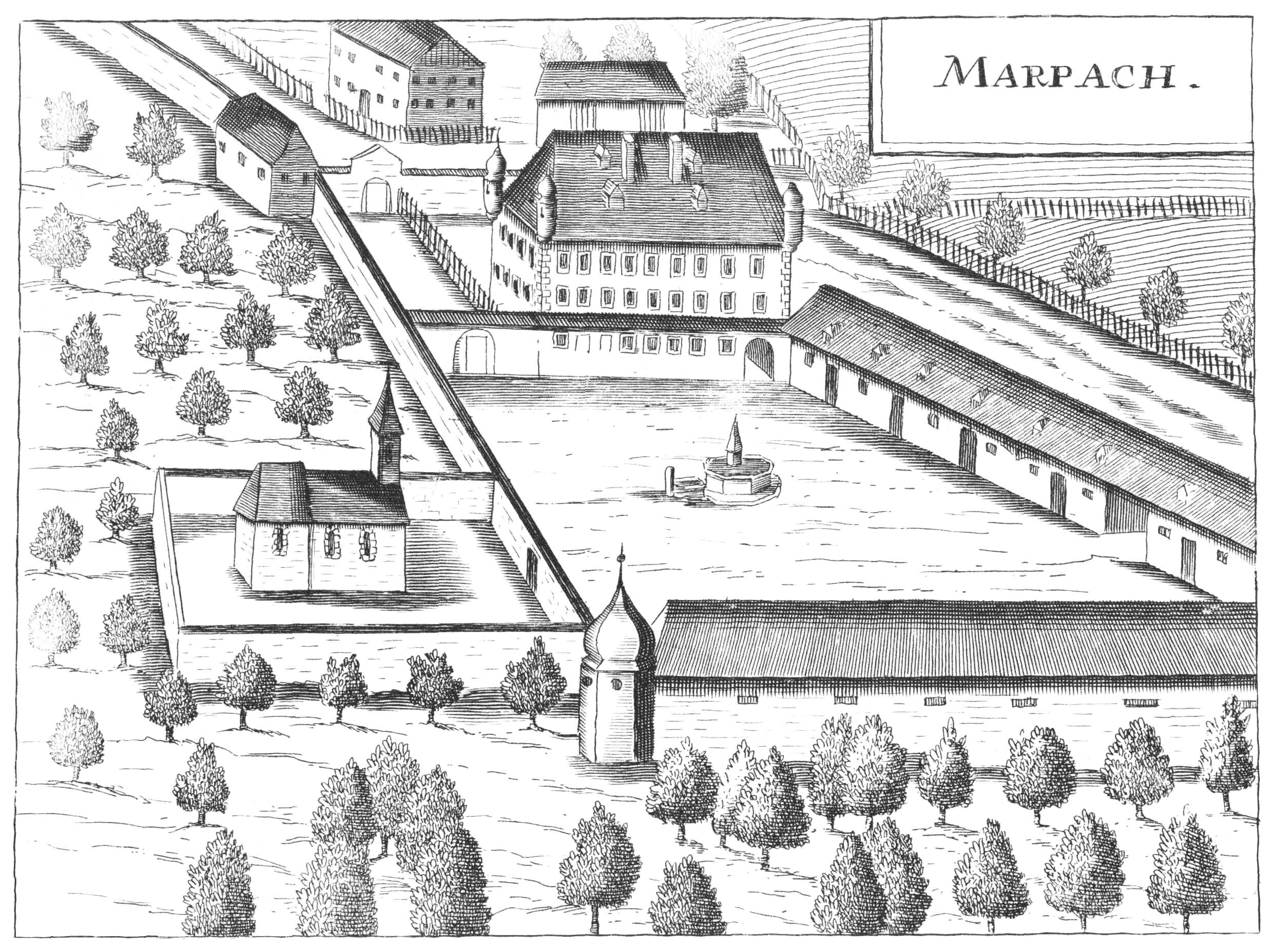
Schloss Marbach

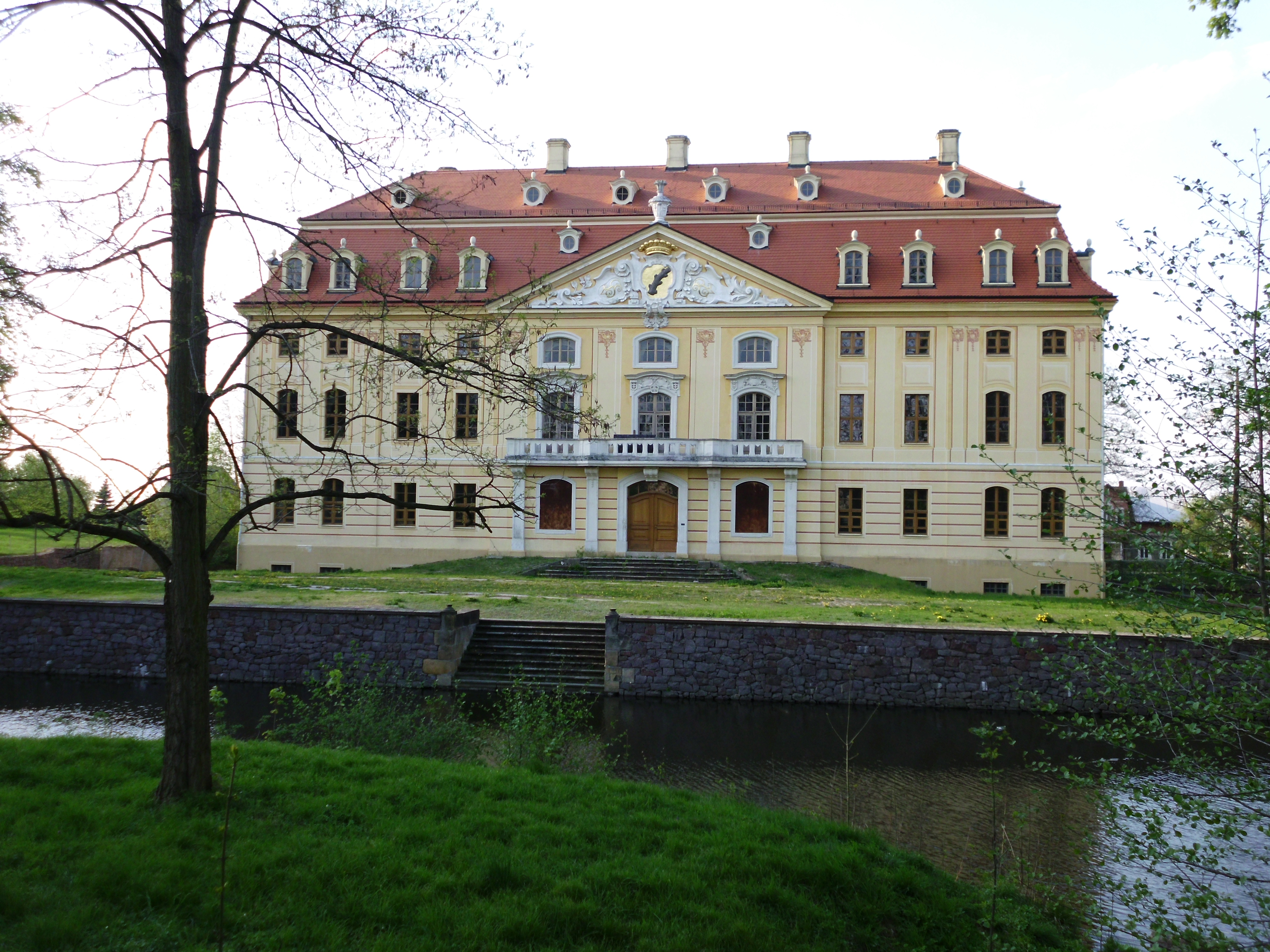
Schloss Wachau
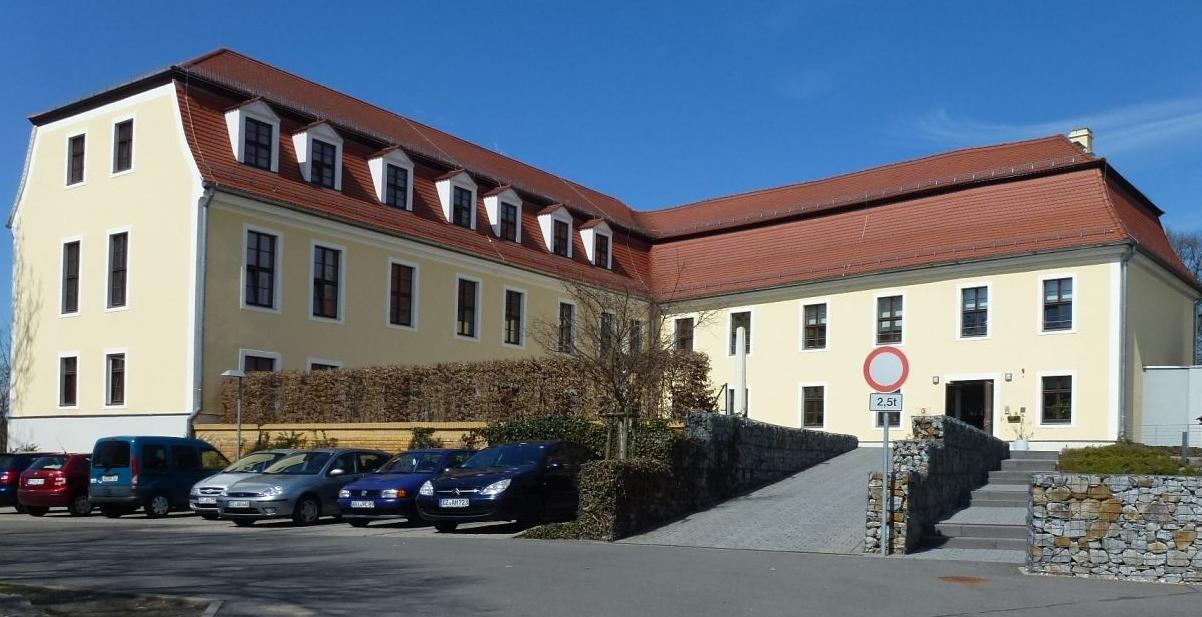
Gutshofgebäude in Löbnitz
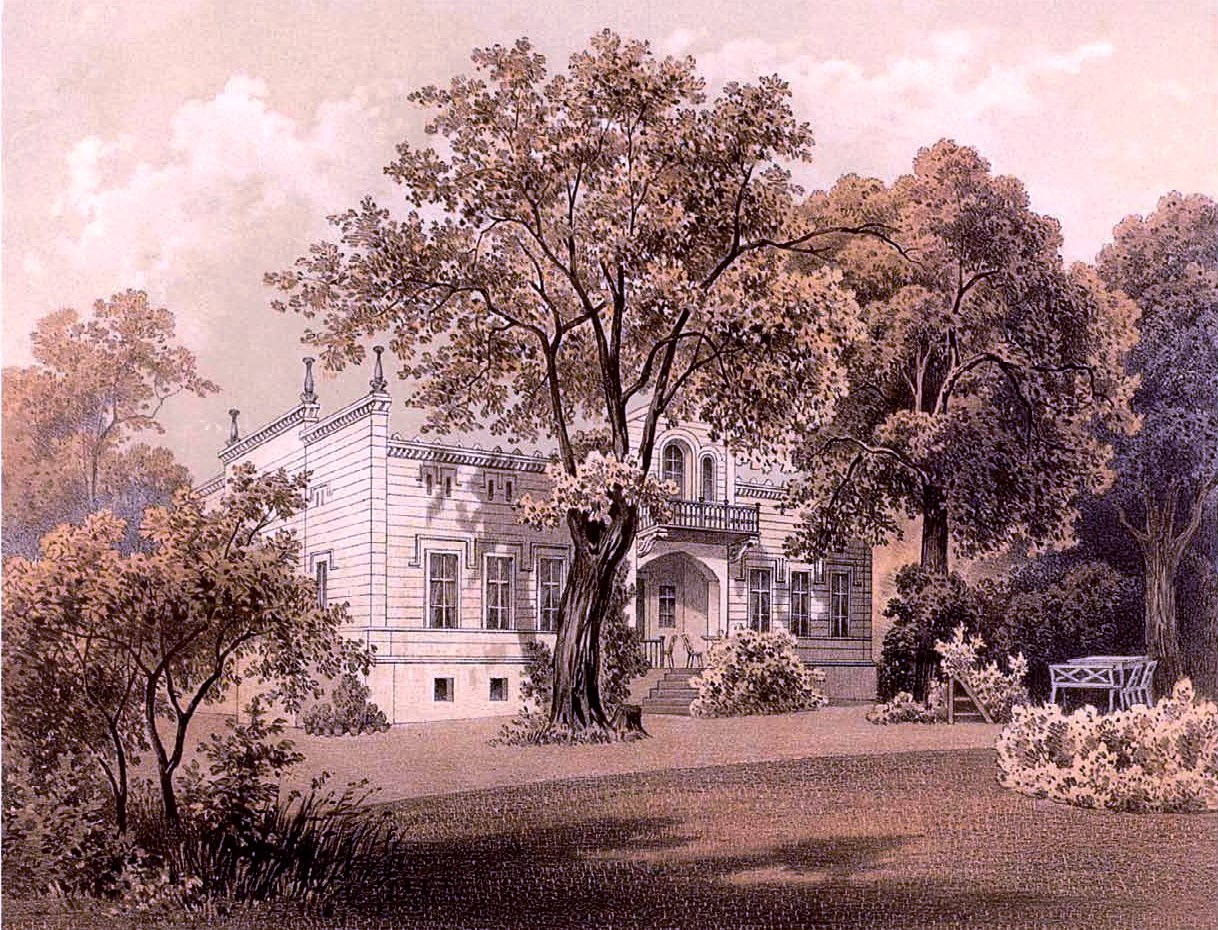
Gut Werben
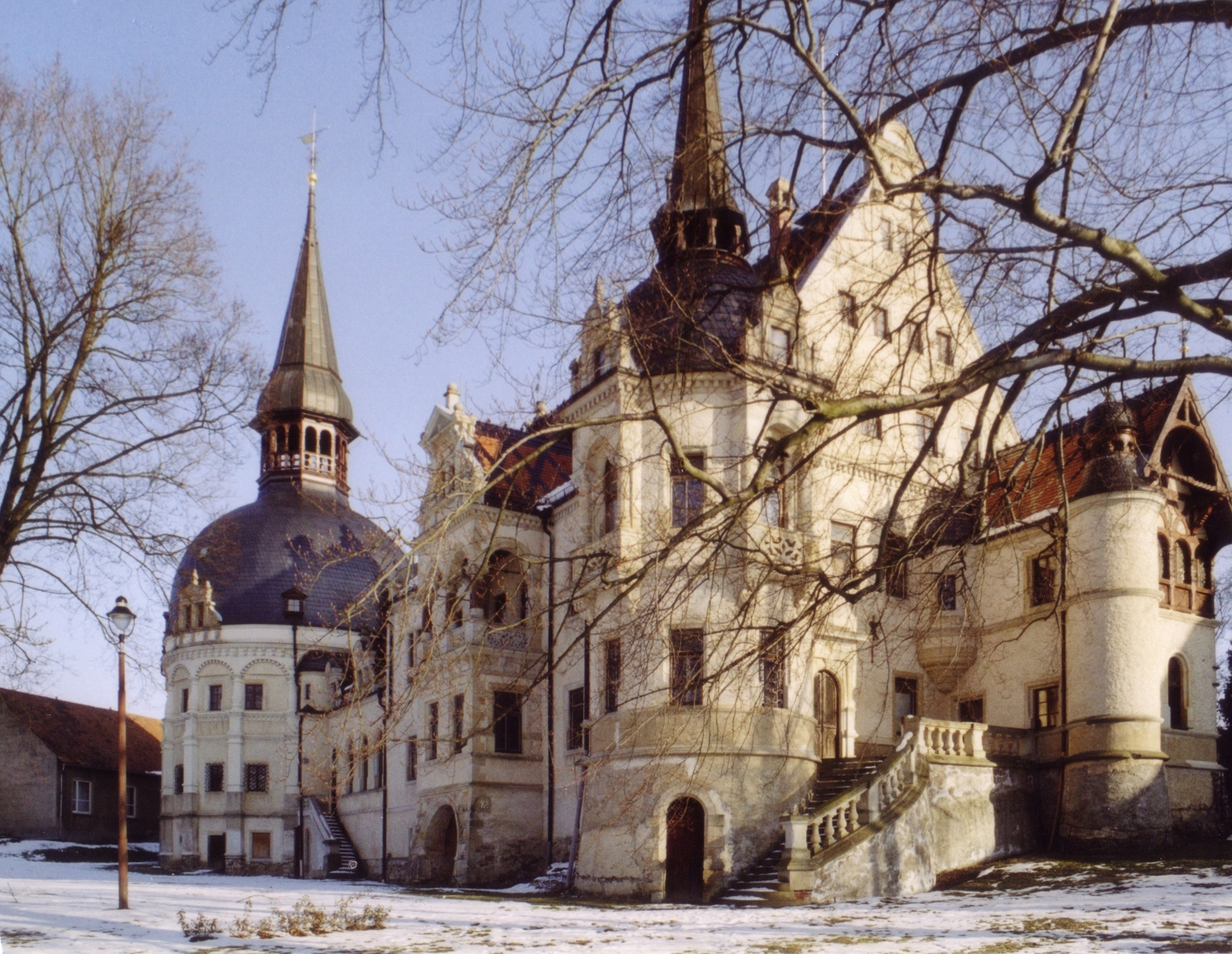
Schloss Schönfeld (Schönfeld)
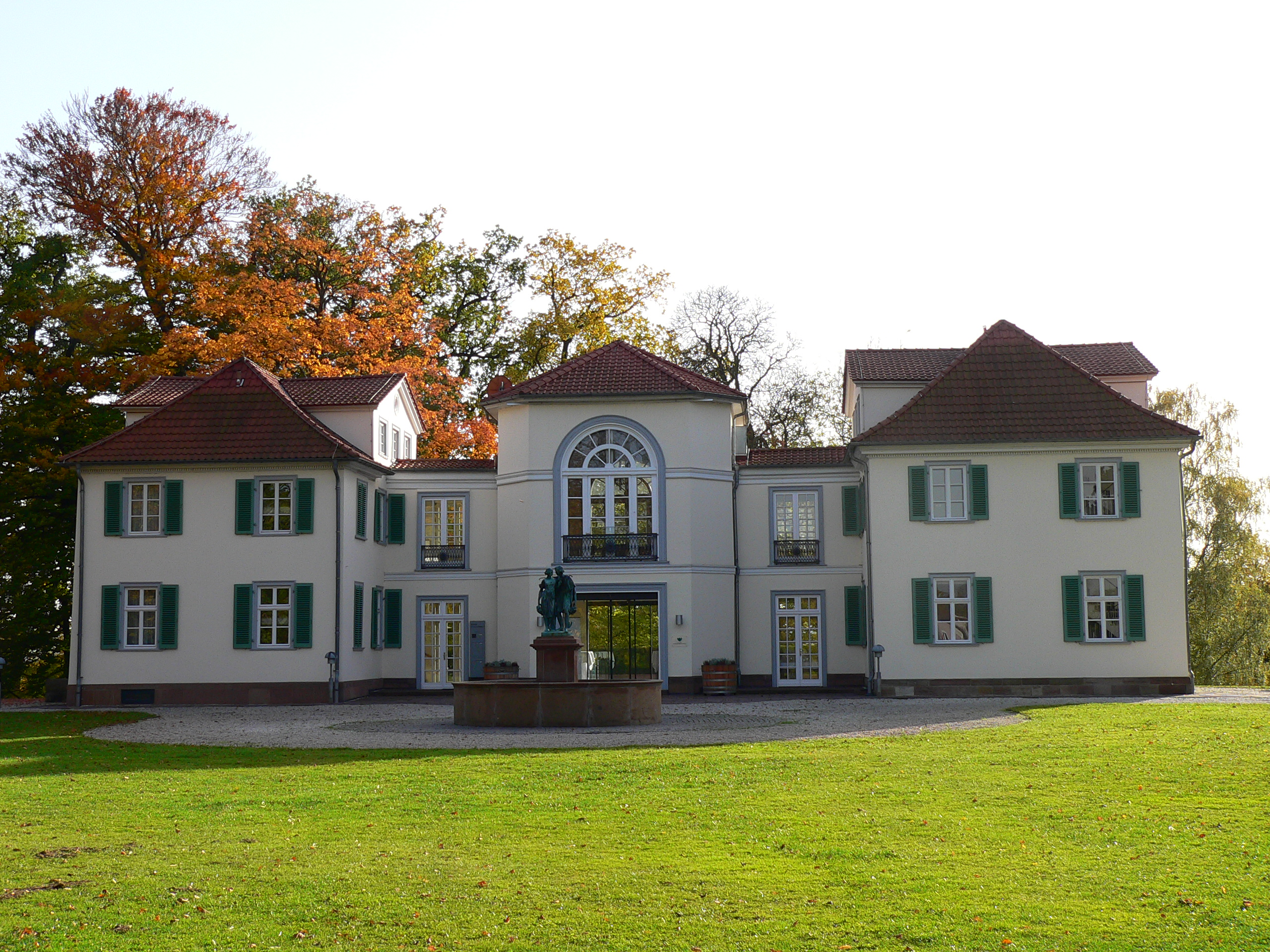
Schloss Schönfeld (Kassel)
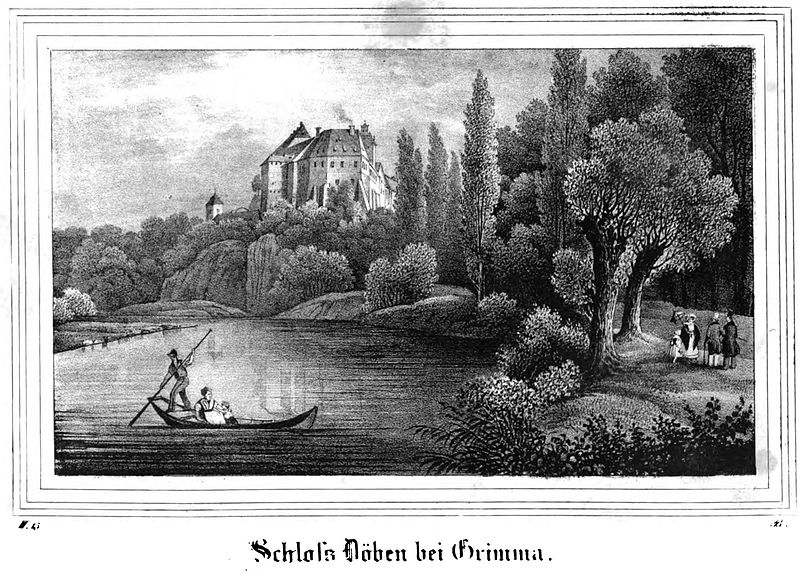
Schloss Döben
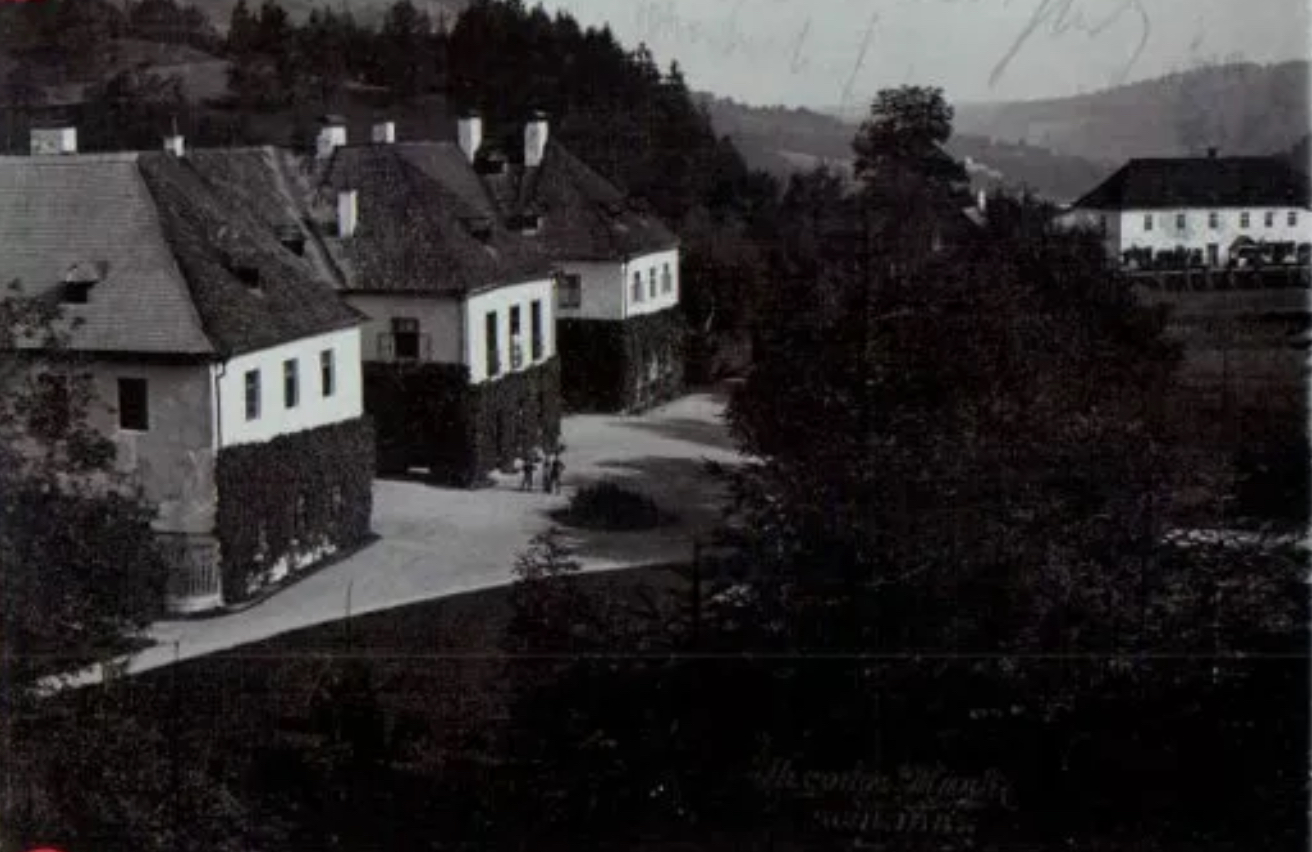
Schloss Ginselberg, um 1900

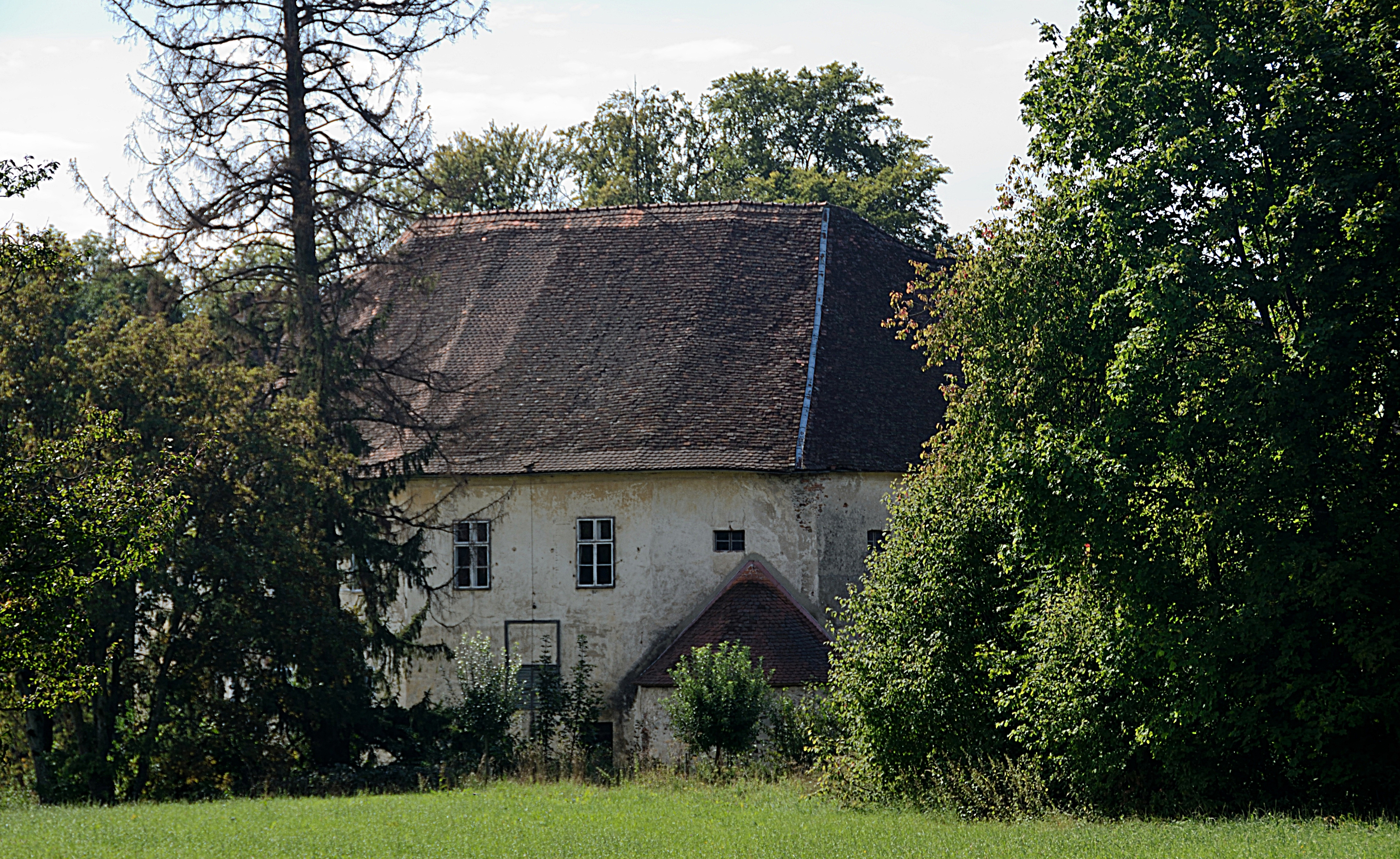
Schloss Reitenau

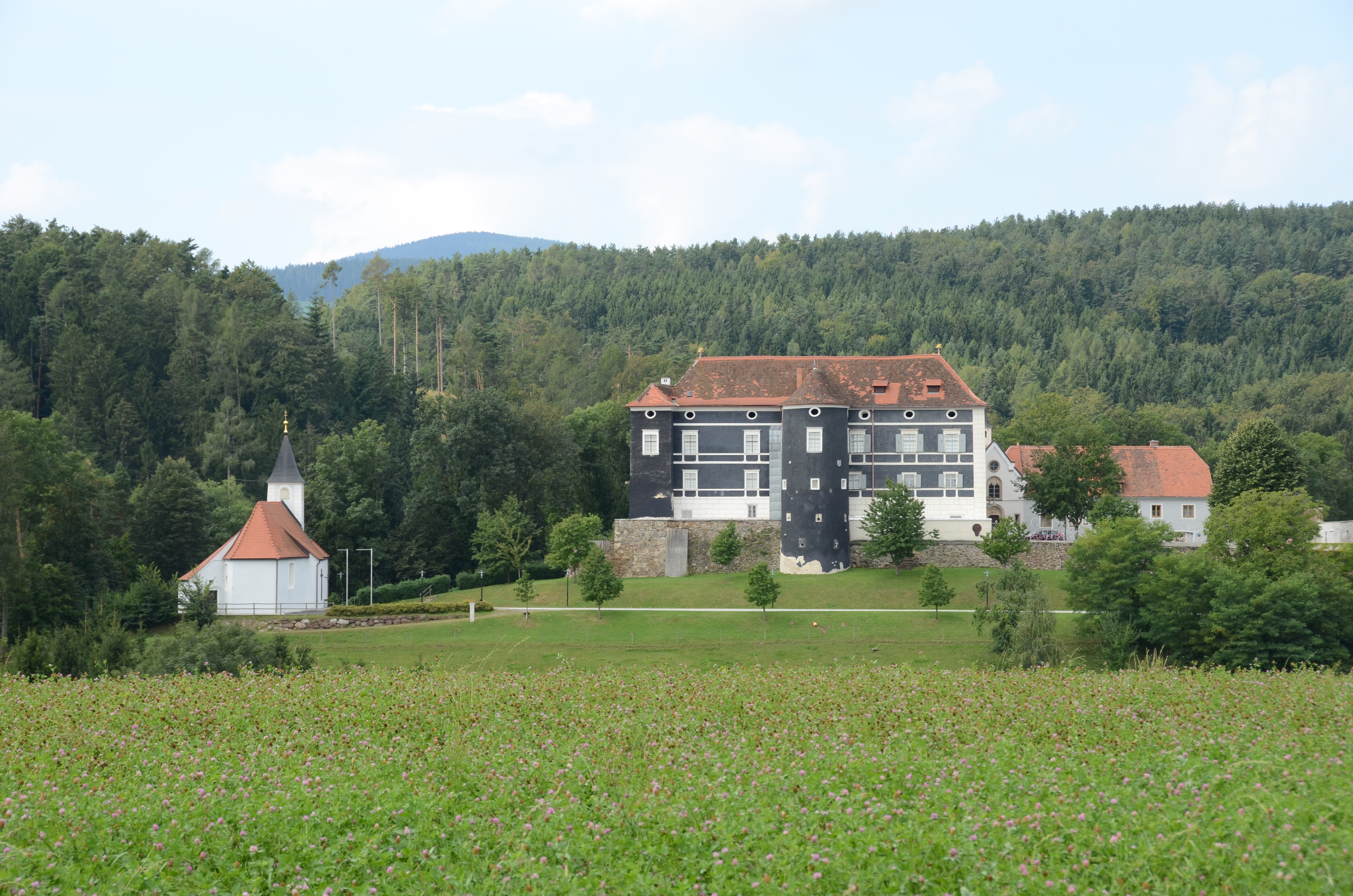
Schloss Aichberg

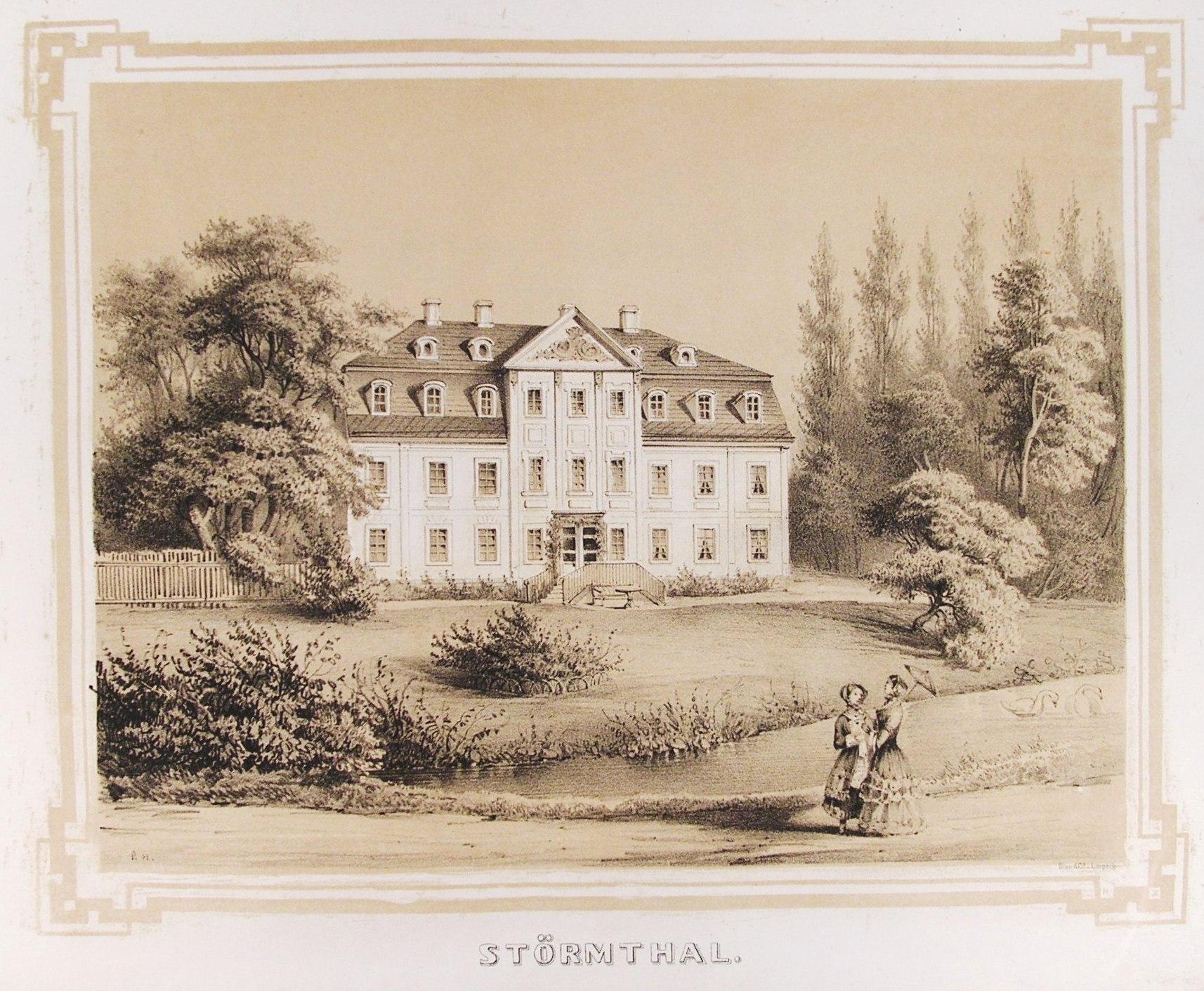
Schloss Störmthal

### Standeserhebungen
Das Adelsgeschlecht wurde 1704 und 1788 in den Grafenstand erhoben.
Johann Siegfried Freiherr von Schönfeld auf Wachau wurde am 2. Juni 1704 in den Reichsgrafenstand erhoben. Dieses Würde war schon seinem Großvater vom Kaiser am 9. April 1657 angeboten worden, er hatte aber damals „aus ihm vorbehaltenen Ursachen“ dankend abgelehnt. 1711 erhielt er das Erbtruchsessenamt des Hochstifts Bamberg. Seine Witwe Magdalena Sophie, geb. Gräfin von Werthern, (1692–1757) ließ zwischen 1730 und 1754 das Barockschloss Wachau für ihren Sohn errichten. Mit dem Tod dieses Sohnes, Johann Georg Graf von Schönfeld (1718–1770), erlosch die gräfliche Linie 1770 im Mannesstamm.
Am 6. März 1788 erhielt der kurfürstlich-sächsische Kammerherr und „Wirkliche Geheimrat“ Johann Hilmar Freiherr von Schönfeld auf Löbnitz, Störmthal und Liebertwolkwitz die Reichsgrafenwürde.
Mit ihm kam diese Familie nach Österreich.
Seit 18. Juli 1788 war er verheiratet mit Ursula Margaretha Agnes Victoria Ludovica Gräfin von Fries.
Zu ihren Nachkommen, die meist eine militärische Laufbahn einschlugen, gehören:
- Johann Heinrich Ludwig Graf von Schönfeld (geb. 20. März 1791, gest. 19. August 1828)
- Adolph Ludwig Moriz Graf von Schönfeld (geb. 2. Oktober 1797), Ehrenritter des Malteserordens
- Anton Graf von Schönfeld (geb. 26. April 1827), k. k. Kämmerer und Oberstlieutenant a. D.
- Karl Graf von Schönfeld (geb. 18. April 1828), k. k. Rittmeister
- Adolph Graf von Schönfeld (geb. 3. April 1830), k. k. Major a. D. in Leoben
- Max Graf von Schönfeld (geb. 5. Dezember 1833), k. k. Rittmeister
- Heinrich Graf von Schönfeld (geb. 5. September 1868)[7]

Der in Berlin am 26. Oktober 1912 gegründete „Familienverband der Grafen und Herren von Schönfeld“ wurde in Bad Nauheim am 14. Oktober 1967 neu gebildet.

## Wappen
- Das Stammwappen zeigt in Gold einen schrägrechts liegenden, oben und unten je dreimal gestümmelten schwarzen Ast. Auf dem gekrönten Helm neun (4 rechts, 5 links) schwarze Hahnenfedern. Die Decken sind schwarz-golden.
- Das Wappen der Gräflichen Linie von 1788 ist gleich dem Stammwappen, jedoch über der Grafenkrone der Helm mit acht schwarzen Hahnenfedern. Zwei auswärts sehende, um Haupt und Lenden mit Löwenhaut bekleidete wildee Männer, mit der Rechten bzw. Linken eine hölzerne Keule aufsetzend. Der Wappenspruch lautet „Spero Meliora“ (Hoffen auf das Bessere).

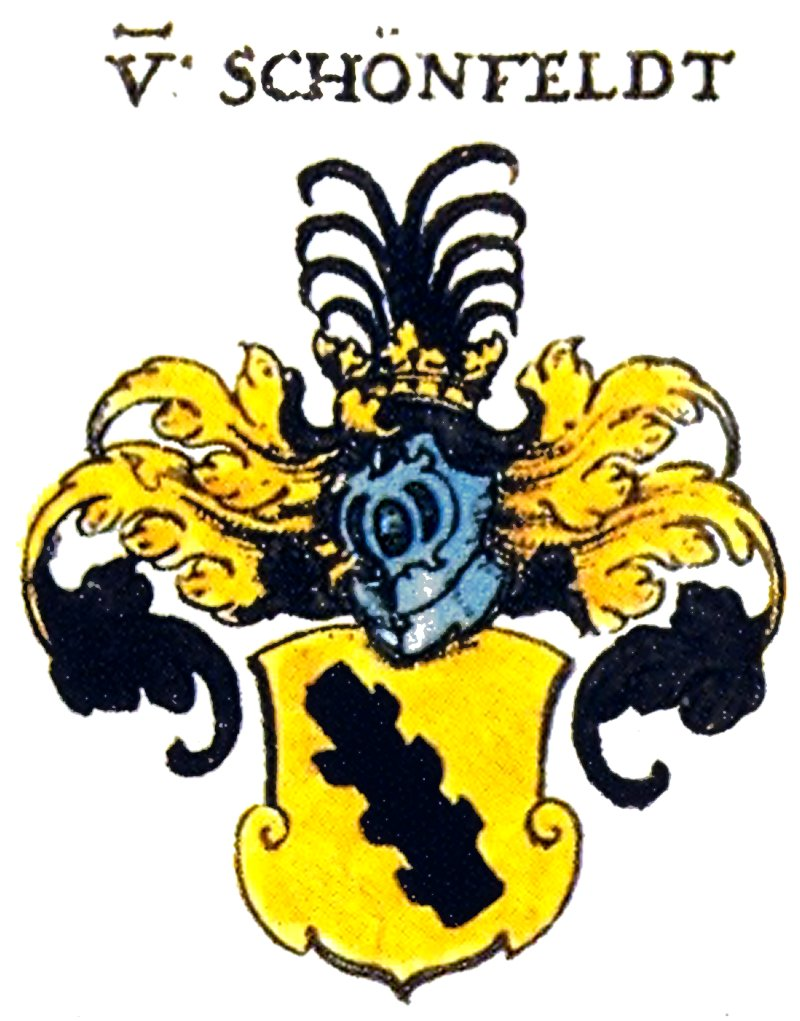
Wappen in Siebmachers Wappenbuch von 1605 (korrekt gespiegelt)
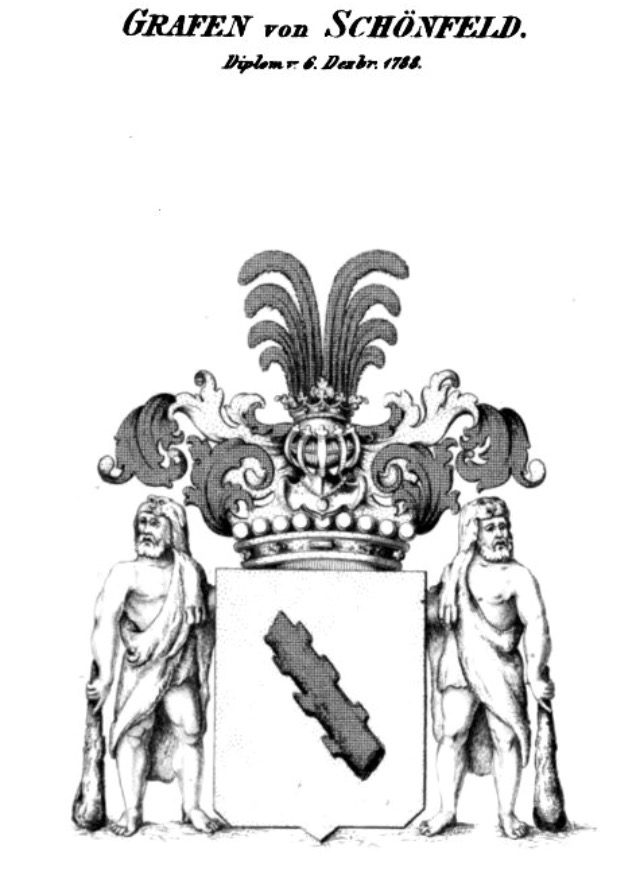
Wappen der Grafen von Schönfeld, 1788
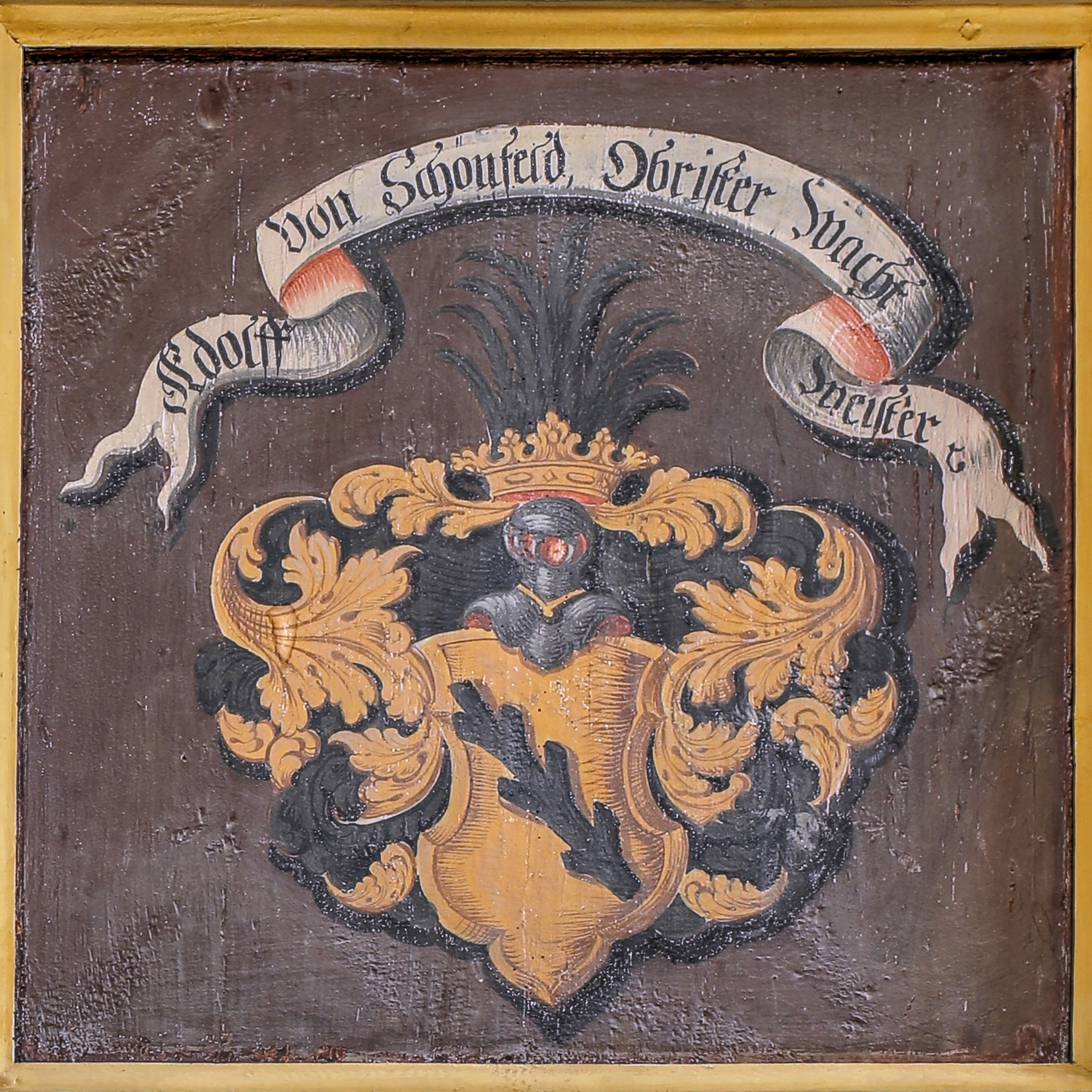
Wappen der Familie Schönfeld, Dorfkirche Löbnitz
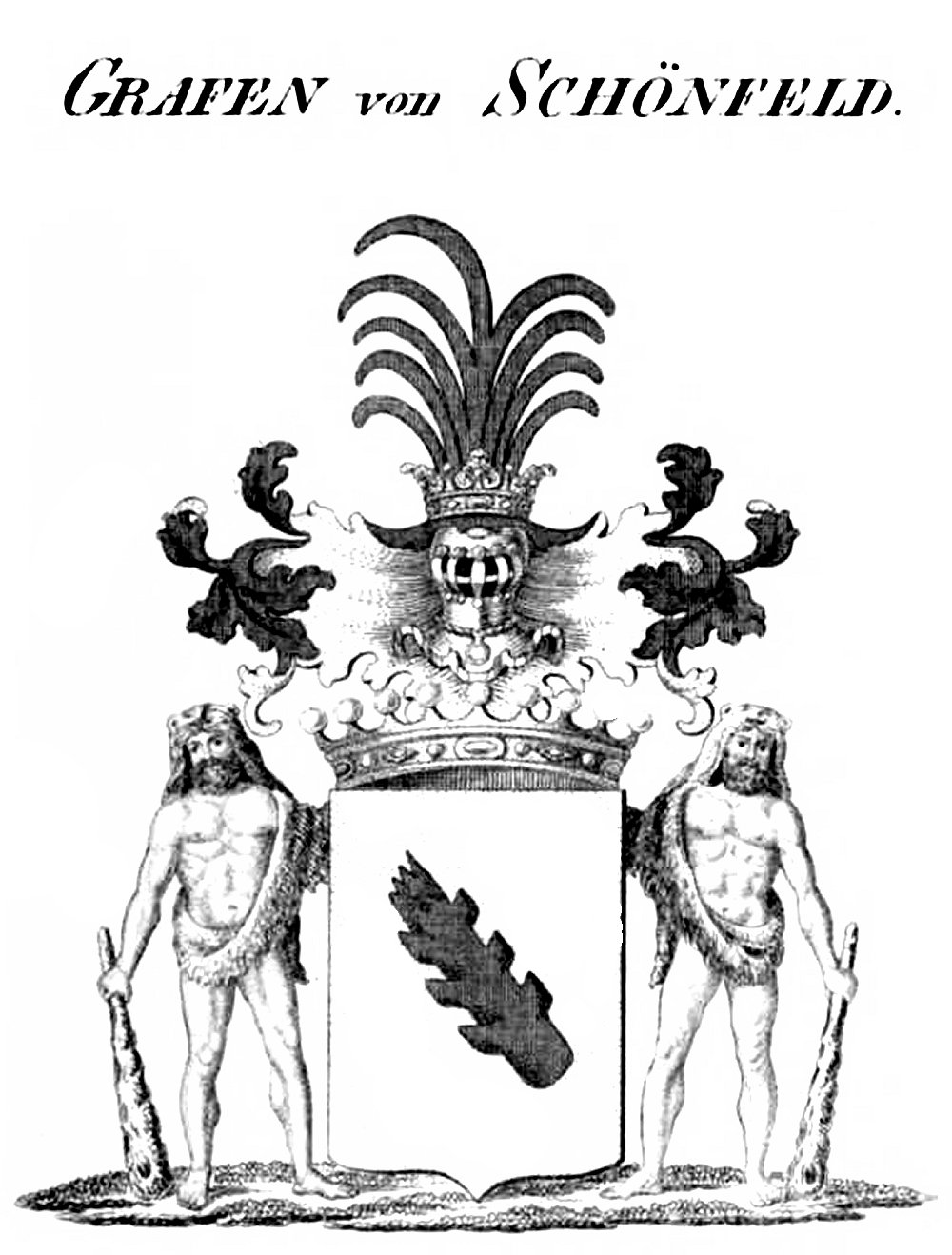
Grafenwappen in Tyroffs Wappenbuch
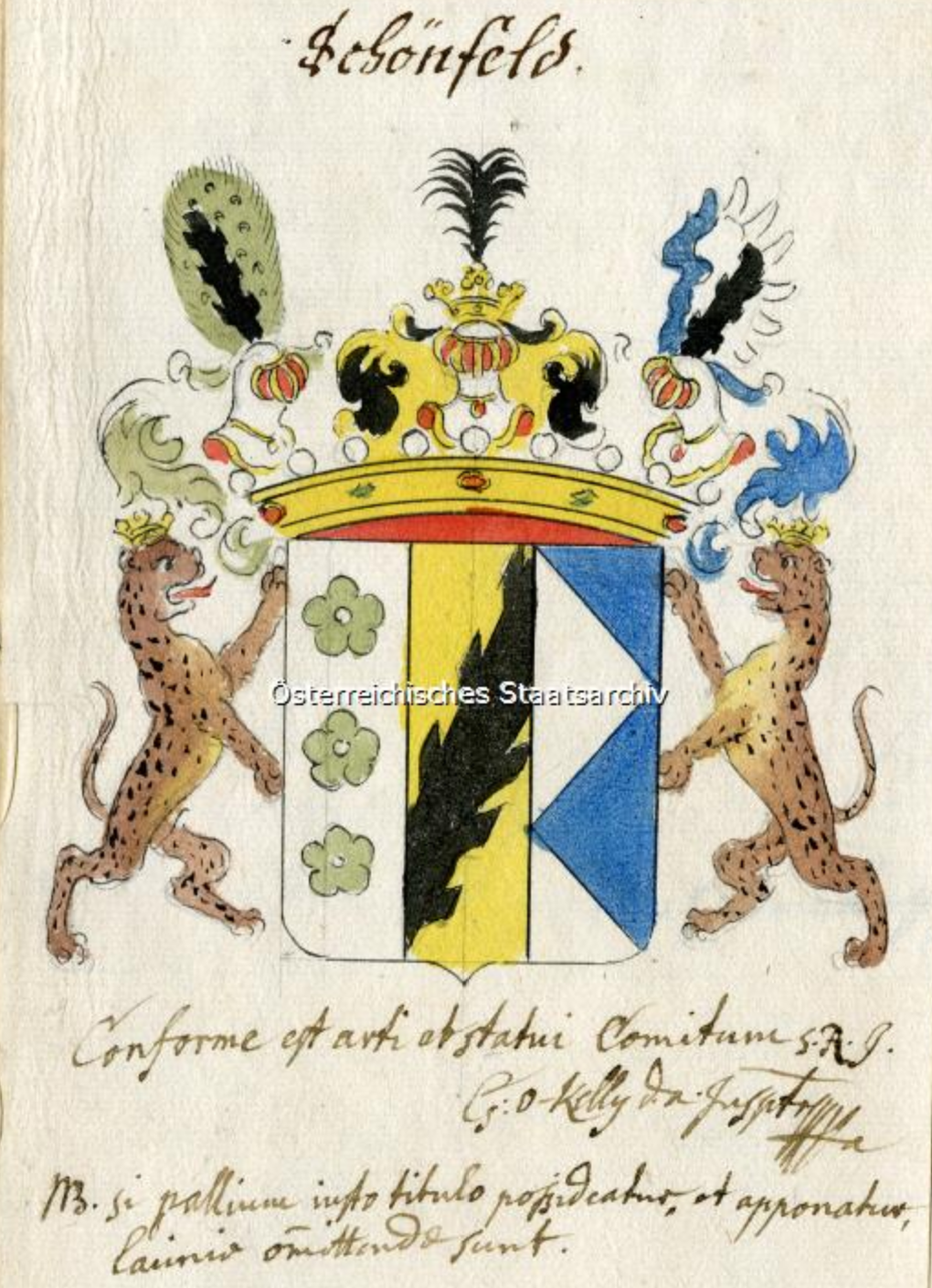
Wappen aus dem Grafenstandsdiplom 1740
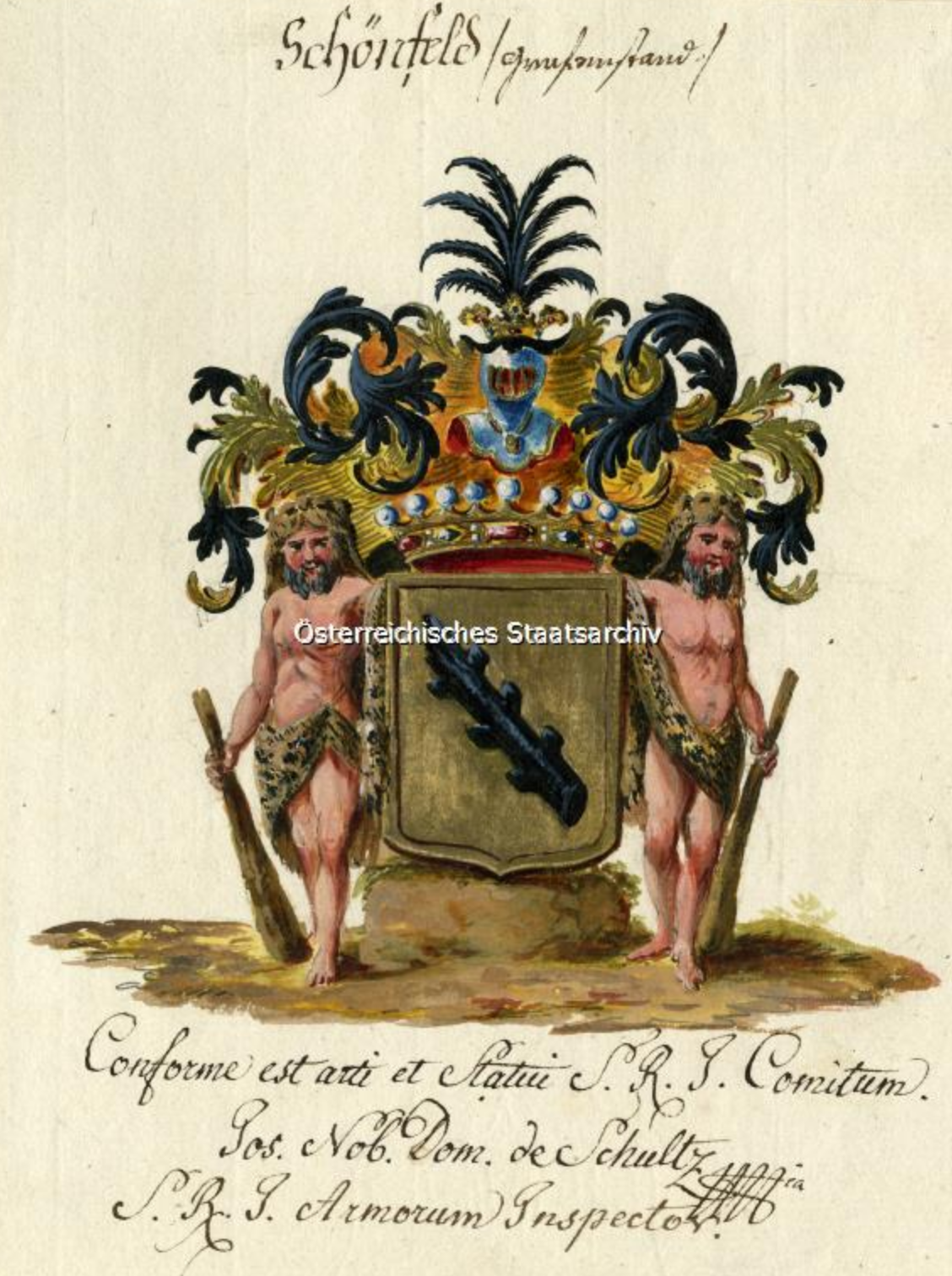
Wappen aus Grafenstandsdiplom 1788

## Persönlichkeiten

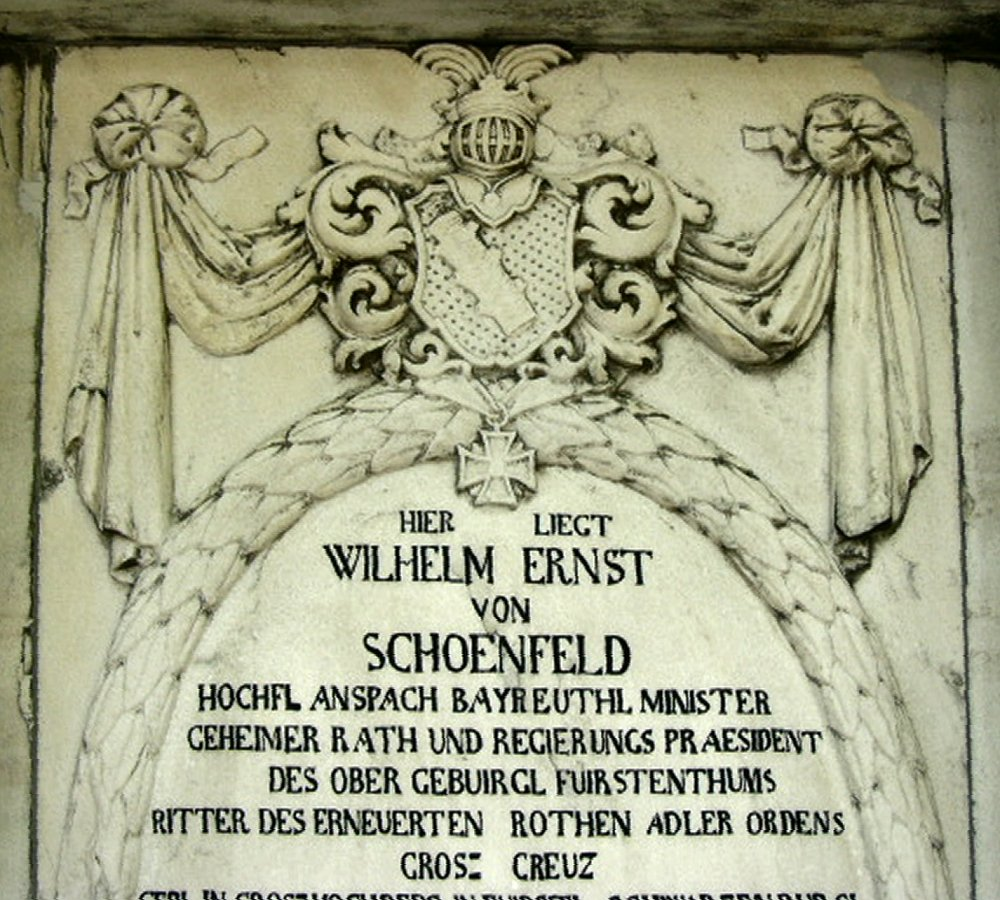
Grabplatte des Wilhelm Ernst von Schönfeld, Minister im Fürstentum Ansbach, auf dem Bayreuther Friedhof

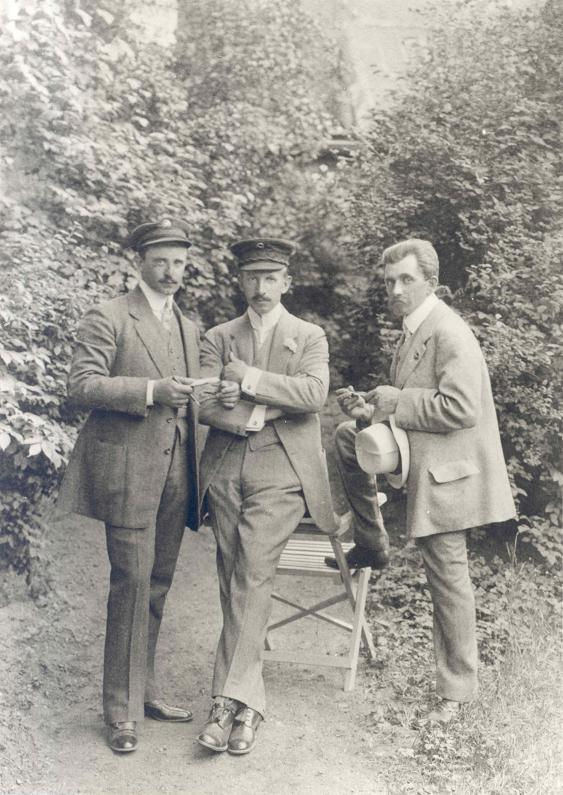
Links Heinrich Graf von Schönfeldt

- Links Heinrich Graf von SchönfeldtAve von Schönfeld († 1541), Frau in der Geschichte der Reformation und „erste Liebe“ Martin Luthers
- Siegfried von Schönfeldt (1486–1569), Rittergutsbesitzer in Löbnitz und Großkochberg
- Johann Theobald von Schönfeld, († 1658);[8] 1645 Mitglied in der Fruchtbringenden Gesellschaft
- Hans Christoph von Schönfeldt (1651–1727), dänischer General
- Johann Erich von Schönfeldt (1659–1724), Besitzer der Rittergüter Leulitz, Beerendorf und Löbnitz-Hofteil
- Johann Siegfried Graf Schönfeld auf Wachau (1682–1718), war ein churfürstlich sächsischer und pfälzischer Kammerherr Rittergutbesitzer und der erste Graf von Schönfeld.
- Heinrich Rudolph von Schönfeldt (1695–1751), kursächsischer Hausmarschall
- Gregor Schönfeld der Ältere (1559–1628), Reformierter Theologe und Konsistorialpräsident
- Johann August von Schönfeld (1699–1760), sachsen-coburg-saalfeldischer Regierungsrat und zuletzt Hof- und Konsistorialrat in Altenburg Karl Graf von Schönfeldt

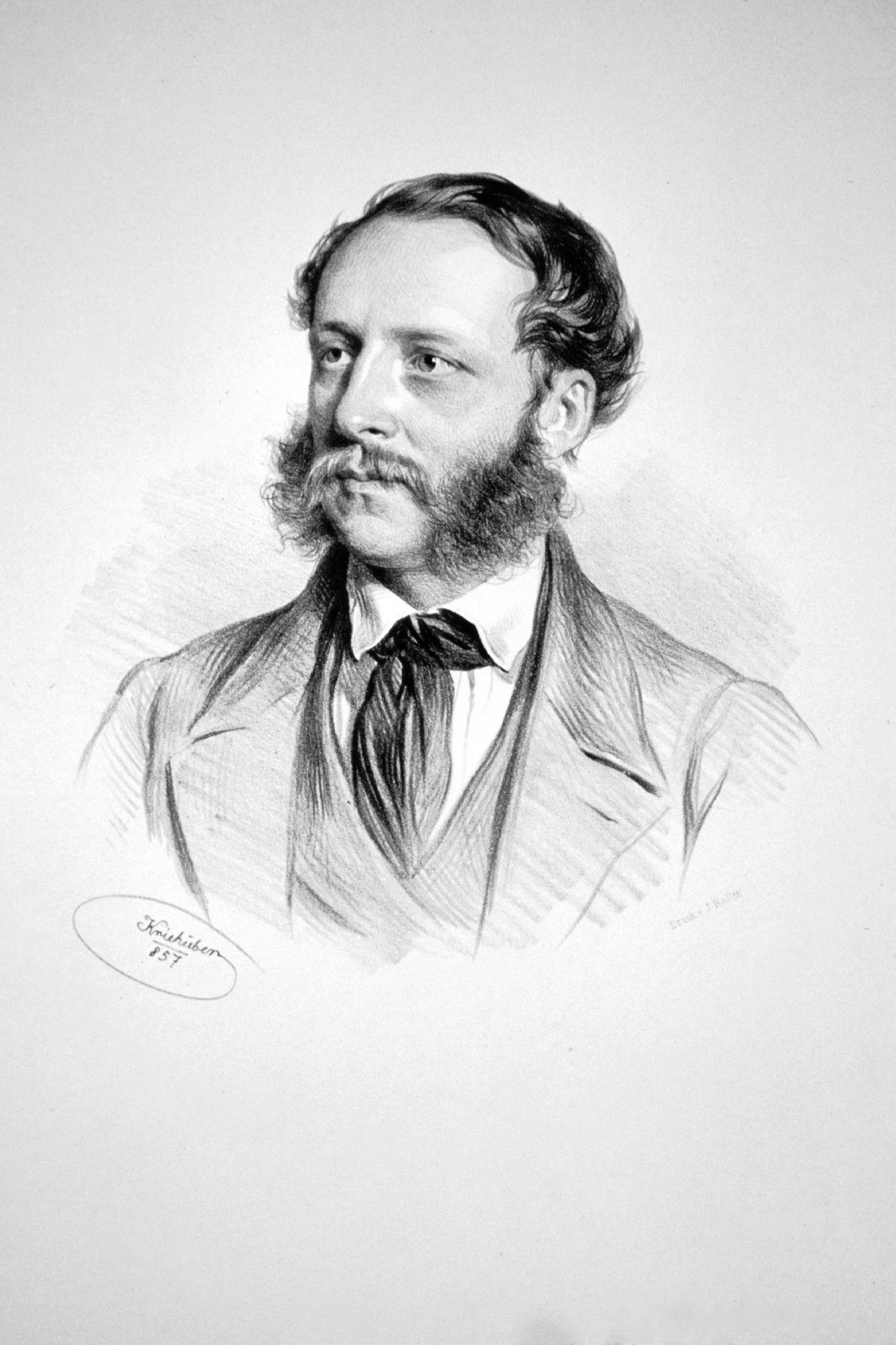
Karl Graf von Schönfeldt

- Johann Christoph von Schönfeldt († 1762), Kreishauptmann und Assessor am Oberhofgericht in Leipzig
- Georg August von Schönfeld (1722–1793), preußischer Generalleutnant, Chef des Infanterieregiments Nr. 30 und Ritter des Schwarzen Adlerordens
- Wilhelm Ernst von Schönfeld, s. angefügte Grabplatte, Minister und Regierungspräsident in Brandenburg-Bayreuth, 6. Juli 1777,[9] Großkreuz-Ritter des Roten Adlerordens[10]
- Nikolaus Heinrich von Schönfeld (1733–1795), königlich-preußischer Generalleutnant und zuletzt Gouverneur der Festung Schweidnitz
- Friedrich Wilhelm von Schönfeld (1730–1805), Generalleutnant und Chef des Infanterie-Regiments Nr. 49
- Johann Hilmar Adolph Graf von Schönfeld (1743–1820), seit 1784 sächsischer Gesandter in Wien, seit 1788 Reichsgraf
- Ernst von Schönfeldt (1805–1858), Jurist, Gutsherr auf Werben, Landrat Landkreis Cottbus
- Adolph von Schönfeldt (1809–1886), Rittergutsbesitzer und Abgeordneter
- Elisabeth Gräfin Schönfeld (1832–1904), geb. Gräfin Festetic de Tolna, Hofdame der Erzherzogin Sophie von Österreich, Obersthofmeisterin der Erzherzogin Marie Therese von Braganza
- Ernst von Schönfeldt (1873–1937), Gutsherr auf Werben, Träger des Pour le Mérite, Familien-Chronist, Autor[11]
- Jobst von Schönfeldt (1883–1977), Jurist,[12] Landrat a. D. (Kreis Sorau, 1917–1934), Regierungsvizepräsident, Reichsrichter a. D.[13]
- Heinrich Graf von Schönfeldt (1884–1963), österreichischer Rennfahrer und Leiter des kaiserlichen Automobilwesens
- Carl-August von Schönfeld (1898–1944), Generalmajor, Träger des Ritterkreuzes des Eisernen Kreuzes
- Carl Graf von Schönfeldt (1898–1984), österreichischer Rundfunksprecher und Fernsehmoderator, Pseudonym „Rudolf Hornegg“
- Christl Schönfeldt  (1916–2013), geb. Arnold, war eine österreichische Musikreferentin und -schriftstellerin. Langjährige Organisatorin des Wiener Opernballes.
- Sybil Gräfin Schönfeldt (1927–2022), deutsche Schriftstellerin
- Ernst von Schönfeldt (1937), Jurist

## Weitere Literatur
- Otto Hupp: Münchener Kalender 1922. Buch u. Kunstdruckerei AG, München / Regensburg 1922.
- Rolf Straubel: Biographisches Handbuch neumärkischer Offiziere (1715–1806). Familie von Schönfeldt. de Gruyter, Berlin / Boston 2024, ISBN 978-3-11-132046-5, S. 623. books.google.de